# Conidens laticephalus
Conidens laticephalus är en fiskart som först beskrevs av Tanaka, 1909.  Conidens laticephalus ingår i släktet Conidens och familjen dubbelsugarfiskar. Inga underarter finns listade i Catalogue of Life.